# Oxyodes vittata
Oxyodes vittata là một loài bướm đêm trong họ Noctuidae.